# Peter Sasdy
Peter Sasdy est un réalisateur britannique né le 27 mai 1935 à Budapest.

## Biographie
Peter Sasdy est l'un des réalisateurs emblématiques de la Hammer Film Productions. Il a également beaucoup travaillé pour la télévision britannique.

## Filmographie partielle
- 1967 : Wuthering Heights (mini-série TV)
- 1968 : Journey into Darkness (en)
- 1968 - 1969: The Tenant of Wildfell Hall (mini-série TV)
- 1970 : Une messe pour Dracula (Taste the Blood of Dracula)
- 1970 : The Spoils of Poynton (mini-série TV)
- 1971 : La Fille de Jack l'Éventreur (Hands of the Ripper)
- 1971 : Comtesse Dracula (Countess Dracula)
- 1972 : Doomwatch
- 1972 - 1973 : Arthur, roi des Celtes (Arthur of the Britons) (série TV - 2 épisodes)
- 1973 : Nothing But the Night
- 1973 - 1974 : Les Mystères d'Orson Welles (Orson Welles' Great Mysteries) (7 des 26 épisodes de cette série télévisée d'anthologie, dont La Grande Bretèche (épisode 4), une adaptation de la nouvelle éponyme d'Honoré de Balzac, avec Peter Cushing et Susannah York ; et The Inspiration of Mr. Budd (épisode 15), une adaptation de la nouvelle éponyme de Dorothy Sayers, avec Hugh Griffith
- 1975 : Evil Baby
- 1975 : King Arthur, the Young Warlord
- 1977 : Bienvenue à la cité sanglante (Welcome to Blood City)
- 1983 : Lady Revanche
- 1991 : Sherlock Holmes et la Diva (Sherlock Holmes and the Leading Lady) — téléfilm